# Peter Klimke
Peter Klimke (* 1. September 1952) ist ein ehemaliger deutscher Fußballspieler. Der Verteidiger hat für Bayer 04 Leverkusen von 1979 bis 1982 in der Fußball-Bundesliga 57 Spiele absolviert und zwei Tore erzielt.

## Karriere
Als Leverkusen in der Saison 1974/75 die Meisterschaft in der Amateurliga Mittelrhein gewann und sich danach in der Aufstiegsrunde für die 2. Fußball-Bundesliga qualifizierte, war der Verteidiger des Ligakonkurrenten Bonner SC den Bayer-Verantwortlichen aufgefallen. Zur Runde 1975/76 wechselte Klimke wie auch die weiteren Spieler Fred-Werner Bockholt, Hans-Jürgen Scheinert, Walter Posner, Willi Quasten, Wilfried Klinge und Norbert Ziegler zur Mannschaft von Trainer Manfred Rummel, in das Ulrich-Haberland-Stadion nach Leverkusen. Am ersten Spieltag, den 9. August 1975, debütierte Leverkusen mit Verteidiger Peter Klimke beim Auswärtsspiel gegen DJK Gütersloh in der 2. Liga. Der Neuzugang aus Bonn kam in der Runde neben den Routiniers Matthias Hemmersbach und Gerhard Kentschke auf 33 Einsätze. Die Saison war durch den Kampf gegen den Abstieg gekennzeichnet und Bayer benötigte zwei Trainerwechsel um den rettenden 15. Tabellenplatz zu erreichen. Im Februar 1976 löste Radoslav Momirski den Aufstiegstrainer Rummel ab, aber bereits im April übernahm mit Willibert Kremer der nächste Trainer das Amt bei Bayer Leverkusen. Unter Kremer gewann Leverkusen in der Saison 1978/79 die Meisterschaft in der 2. Liga und stieg in die Bundesliga auf. Klimke hatte dabei an der Seite der Mitspieler Jürgen Gelsdorf, Klaus Bruckmann, Thomas Hörster, Peter Szech und Dieter Herzog in 36 Einsätzen ein Tor erzielt. 
Als es in der dritten Bundesligasaison 1981/82 permanent um den Klassenerhalt ging, löste Gerhard Kentschke Trainer Kremer bereits zum 23. November 1981 ab. Klimke kam auf 20 Einsätze und Leverkusen auf den 16. Rang. Sein letztes Bundesligaspiel absolvierte er am 6. März 1982 bei der 1:5-Niederlage bei Eintracht Braunschweig. Sieben Jahre war er der Werkself treu, von 1975 bis 1982. Im Sommer 1982 ging er in das Amateurlager zurück und schloss sich dem Siegburger SV 04 an.
Klimke wird mit 57 Bundesligaeinsätzen (zwei Tore) sowie 125 Spielen in der 2. Bundesliga (zwei Tore) geführt.